# Jussecourt-Minecourt
Jussecourt-Minecourt és un municipi francès, situat al departament del Marne i a la regió del Gran Est. L'any 2007 tenia 200 habitants.

## Demografia

### Població
El 2007 la població de fet de Jussecourt-Minecourt era de 200 persones. Hi havia 76 famílies, de les quals 16 eren unipersonals (16 homes vivint sols), 32 parelles sense fills i 28 parelles amb fills.
La població ha evolucionat segons el següent gràfic:
Habitants censats

### Habitatges
El 2007 hi havia 91 habitatges, 84 eren l'habitatge principal de la família, 2 eren segones residències i 5 estaven desocupats. 89 eren cases i 1 era un apartament. Dels 84 habitatges principals, 77 estaven ocupats pels seus propietaris, 6 estaven llogats i ocupats pels llogaters i 1 estava cedit a títol gratuït; 1 tenia dues cambres, 8 en tenien tres, 19 en tenien quatre i 56 en tenien cinc o més. 69 habitatges disposaven pel capbaix d'una plaça de pàrquing. A 37 habitatges hi havia un automòbil i a 38 n'hi havia dos o més.

### Piràmide de població
La piràmide de població per edats i sexe el 2009 era:
| Homes | Edats   | Dones |
| ----- | ------- | ----- |
| 0     | 95 o +  | 0     |
| 0     | 90 a 94 | 0     |
| 0     | 85 a 89 | 4     |
| 0     | 80 a 84 | 8     |
| 8     | 75 a 79 | 0     |
| 4     | 70 a 74 | 12    |
| 8     | 65 a 69 | 12    |
| 0     | 60 a 64 | 4     |
| 0     | 55 a 59 | 0     |
| 12    | 50 a 54 | 12    |
| 4     | 45 a 49 | 0     |
| 12    | 40 a 44 | 12    |
| 4     | 35 a 39 | 12    |
| 0     | 30 a 34 | 0     |
| 4     | 25 a 29 | 4     |
| 8     | 20 a 24 | 4     |
| 16    | 15 a 19 | 8     |
| 8     | 10 a 14 | 4     |
| 4     | 5 a 9   | 4     |
| 0     | 0 a 4   | 8     |

## Economia
El 2007 la població en edat de treballar era de 118 persones, 92 eren actives i 26 eren inactives. De les 92 persones actives 81 estaven ocupades (53 homes i 28 dones) i 11 estaven aturades (1 home i 10 dones). De les 26 persones inactives 9 estaven jubilades, 5 estaven estudiant i 12 estaven classificades com a «altres inactius».

### Ingressos
El 2009 a Jussecourt-Minecourt hi havia 81 unitats fiscals que integraven 195 persones, la mediana anual d'ingressos fiscals per persona era de 16.162 €.

### Activitats econòmiques
Els 2 establiments que hi havia el 2007 eren d'empreses de construcció.
Dels 2 establiments de servei als particulars que hi havia el 2009, 1 era un paleta i 1 lampisteria.
L'any 2000 a Jussecourt-Minecourt hi havia 8 explotacions agrícoles que ocupaven un total de 579 hectàrees.

## Poblacions més properes
El següent diagrama mostra les poblacions més properes.